# 薩拉托加號航空母艦 (CV-3)
薩拉托加號航空母艦（USS Saratoga CV-3）是美國海軍旗下第三艘航空母艦（前面有蘭利號以及姊妹艦列星頓號），也是美國海軍各類船艦之中第五艘承襲「薩拉托加」之名的艦船。原本薩拉托加號是以列星頓級戰鬥巡洋艦（Lexington class Battlecruiser）三號艦的身分於1920年9月25日安放龍骨起造，但由於華盛頓海軍條約簽署後的限制，遂在建造到一半的1922年7月1日被改造為航空母艦，並更換舷號為CV-3，最後於1924年4月7日完工下水。該艦是美國海軍少數在第二次世界大戰之前就已造好，最後安然度過大戰戰火的航空母艦之一（另兩艘分別是企業號與遊騎兵號），但在二戰後除役的薩拉托加號被美國軍方列入十字路行動（Operation Crossroads）的參與名單內，在位於比基尼環礁的核子武器試驗中，因為原子弹的破壞而沉沒。最終於1946年8月15日，薩拉托加號航空母艦自海軍艦隻名單中刪除。

## 建造

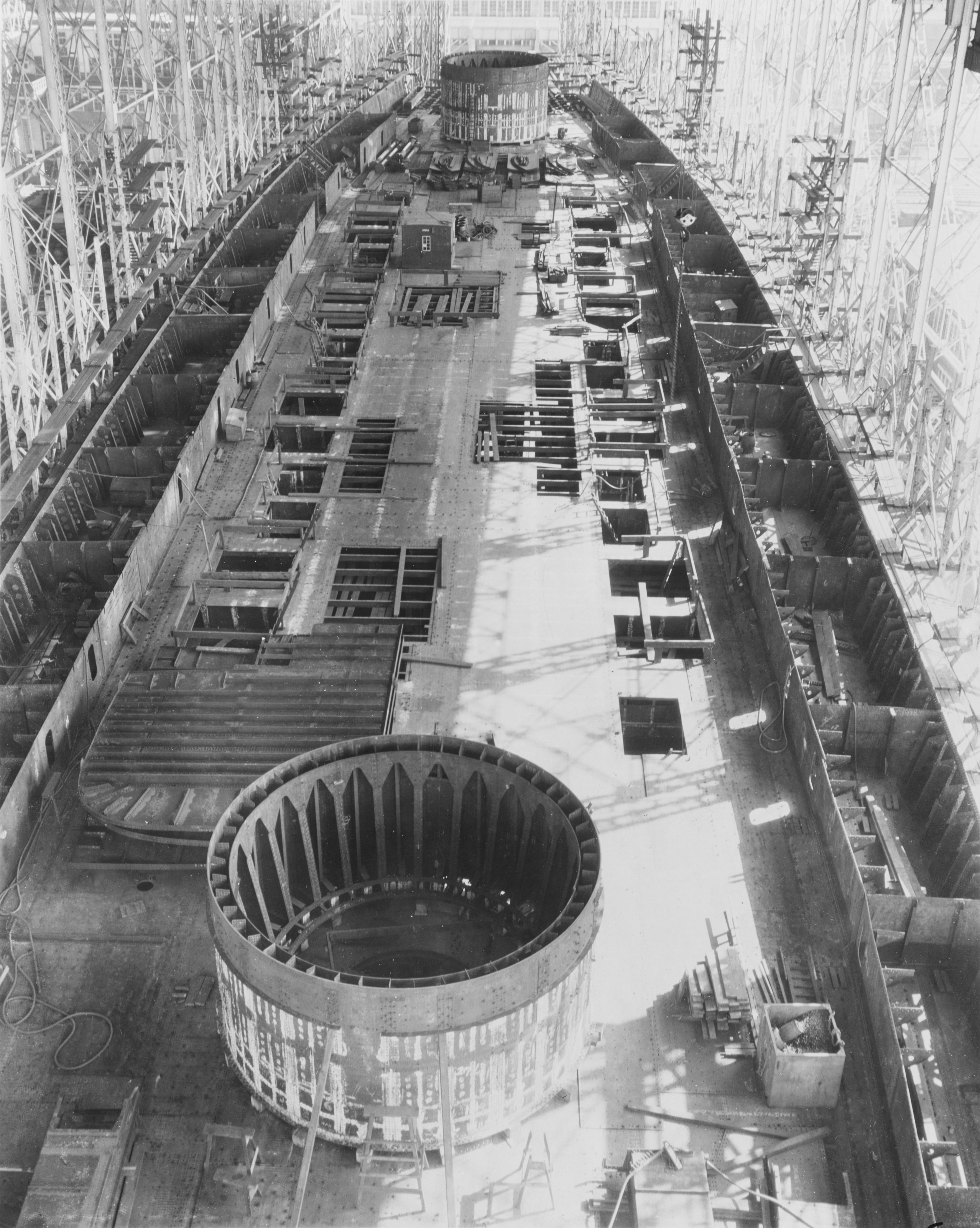
這是改造前(1922年)的薩拉托加。甲板上可看見兩座砲塔基座，後來改成航空母艦時便拆除了，並把原處改為甲板。

薩拉托加的名字來源於美國獨立戰爭的萨拉托加战役。 她在 1916被預定做為列星頓級戰列巡洋艦的二號艦，但在她準備建造前，她的計畫就先被擱置。反而先去製造防範德國潛水艇的反潛裝置(此時還是一戰)，以確保送往歐洲的物資能安全、完好地送達。  
战后，她的设计圖进行了广泛的修改，像是结合先進的锅炉技术與防雷鼓包裝置，還有基於英國的戰時建議而增厚的防護裝甲 。設計圖確定之後，於1920年開始施工，地點在紐澤西的肯頓城。
1922年2月，華盛頓海軍條約簽署後，她的建造被喊停 ，此時，她的完成度已有百分之二十八 。同年的七月一日，鑒於海軍條約的規定，她的姊妹艦──列星頓號與她被下令要改造成航空母艦，並賦以CV-3的舷號  。
為了改造成航空母艦，她的四座406毫米雙聯裝主砲砲塔相關部件便被拆除了，一共減輕了約4000噸的排水量。除此之外，她主要的水線裝甲带被保留下來，雖然說她的高度被降低以減輕重量，但船体幾乎保持不变，鱼雷防护系统也是如此，因为它們已經早已被建造，若要將它們改造、縮小或拆除，將會不敷成本。
改造之後(1925年)，其大小為全長 270.7公尺、寬 32.3公尺、吃水 9.3公尺。 該艦的標準排水量為36,578公噸，滿載排水量約為43,746 公噸，同時穩心高度大約2.2公尺。
美國海军部长 柯蒂斯·D·威尔伯的妻子將CV-3命名為薩拉托加，命名典禮結束後，薩拉托加號於 1925 年 4 月 7 日下水，並於 1927 年 11 月 16 日服役，艦長為 海軍上校哈里·E·亞內爾。 1942年，艦上總計有100名軍官以及 1840 士兵， 以及共141名軍官和710名士兵組成的航空隊。 到了1945年，也就是二戰末期，船員(含航空隊)人數更是達到了3000多人。

## 服役历史

### 战间期
薩拉托加號是美國海軍第一艘快速航空母艦，服役後很快便證明了其重要性。她首先於1928年1月6日展開試航至費城。1月11日，候任海军上将的飞行员马克·米切尔降落在薩拉托加號上，成為第一架降落的飛機。1月27日的一次試驗中，洛杉磯號飛船（USS Los Angeles ZR-3）繫留於薩拉托加號上補給油料。同一天薩拉托加號啟程經由巴拿馬運河前往太平洋。並在2月14日至2月16日之間短暫改道前往搭載陸戰隊至尼加拉瓜的科林多（Corinto），最後於2月21日到達加州洛杉磯的聖佩德羅（San Pedro），加入了名為戰鬥艦隊（Battle Fleet）的太平洋地區艦隊，在接下來一年裡進行訓練和船隻的試航。
在1929年1月15日，薩拉托加號與艦隊一同前往聖地牙哥以參加她的第一次演習（即著名的第九次舰队演习）。在一次大膽的行動中，薩拉托加號與其他軍艦分開，在只有1艘巡洋艦護航的情況下前往南方「攻擊」由薩拉托加號的姊妹艦列星頓號（USS Lexington CV-2）所防守的巴拿馬運河。她成功地在1月26日發起攻擊；儘管那天她被判定遭「擊沉」了三次之多，但成功地證明了航空母艦在作戰上的靈活性。這次的戰術成為艦隊所吸收，並在第二年於加勒比海的演習裡再次使用，這次演習中薩拉托加號和蘭利號（USS Langley CV-1）一同遭到列星頓號航空母艦 (CV-2)所發動的快速突襲而被判定「癱瘓」，顯示出了快速的空中突襲可以在多麼短的時間內扭轉整個戰局。
在艦隊於加勒比海的演習時，薩拉托加參與了海軍在維吉尼亞州諾福克（Norfolk）的總統閱兵，之後在1930年6月21日回到聖佩德羅。
在接下來二戰前的10年裡，薩拉托加號繼續在聖地牙哥到聖佩德羅之間進行訓練，固定參加海軍的演習並定期於普吉特灣海軍船塢（Puget Sound Navy Yard）進行船隻檢修。在海軍的演習中，薩拉托加號繼續幫助海軍發展快速航空母艦的戰術，她在每次演習中總是成為最先遭到「敵方」攻擊的目標，由此可見她的重要性。由于日本在中國發動了九一八事變与一二八事变，1932年的演習於夏威夷舉行-美国希望以此遏止日本的侵略。薩拉托加號在1月31日到3月19日於夏威夷海域進行練習後返回夏威夷和艦隊一同於1月23日至2月28日之間進行訓練。在她返回美國西海岸的途中，她成功地對加州長堤發起了一次演習的「攻擊」。
1934年的演習使薩拉托加號在加勒比海和大西洋待了很長一段時間，從4月9日直到11月9日。並在接下來一年同樣長的時間裡跟隨艦隊於太平洋行動，從4月27日到1936年6月6日。她參加了在巴拿馬運河舉行的演習，並與艦隊一同回到夏威夷於1937年4月16日至5月28日之間進行訓練。在第二年（1938）的演習裡，薩拉托加號從100哩以外的地方向歐胡島的珍珠港發動了成功的突襲，成為了之後1941年日本突襲珍珠港的樣本。在返回西海岸的途中，薩拉托加號與列星頓號再次成功地對加州發起「攻擊」。薩拉托加號在1939年進行了船隻的大檢修，並在1940年4月2日至6月21日之間參加了演習，以準備日漸逼近的戰爭。

### 1941年
在1940年11月14日至11月29日之間薩拉托加號運送一批軍人從聖佩德羅到夏威夷，並在1941年1月6日進入了布雷莫頓（Bremerton，WA）的海軍船塢，進行了長期擱置的現代化改裝，包括加長飛行甲板、在右舷安裝泡形罩並加裝了一些防空火砲。在1941年4月28日離開了布雷莫頓。她在5月參加了一次登陸演習。由於與日本的外交危機，她在6月和11月兩次前往夏威夷。
當珍珠港事件於1941年12月7日發生時，薩拉托加號正在聖地牙哥港。第二天，她成为新組建的第一航空母艦戰隊的旗舰（列星頓號航空母艦 (CV-2)和企業號已經在行動中）。她搭載了陸戰隊的飛機，原本計劃前往增援防守脆弱的威克島；12月15日她抵達珍珠港，並且在補充油料後立即啟程，與補給的水上飛機母艦丹吉爾號（Tangier（AV-8））会合后，也搭載了增援的陸戰隊員（列星頓號和企業號由於距離過遠而無法前來）；然而，艦隊的行動卻被航速緩慢的油輪所耽擱，在接到日本航艦部隊也參加了威克島的攻勢並已展開登陸的消息後，支援艦隊於12月22日被撤回。威克島於隔天陷落。

### 1942年
薩拉托加號繼續部署在夏威夷群島，但在1942年1月11日，當她正前往歐胡島西南方500哩與企業號的會合點時，遭到了日本伊16號潛艦的突襲，被一枚魚雷擊中。儘管6人陣亡、3間引擎鍋爐室被淹沒，薩拉托加號仍然靠著她自身的動力返回歐胡島。在維修中拆除了無法用於防空的8吋砲，接著她前往布雷莫頓的海軍船塢作長期的維修和安裝現代化的防空火力。
薩拉托加號於5月22日離開普吉灣前往聖地牙哥，在5月25日到達那裡後開始訓練她的飛行機隊，以準備情報機關所獲知之日本即將對中途島展開的攻勢。由於搭載飛機和集合護航艦隻所需的時間，薩拉托加號直到6月1日才得以出發，至6月6日到達珍珠港，那時中途島海戰已經結束了。她在補充油料後於6月7日離開珍珠港，在6月11日運送34架飛機至大黃蜂號和企業號，以補充之前戰役的損失。三艘航空母艦接著往北前進以對付依據情報日本在阿留申群島的行動，不過在中途任務便被取消，薩拉托加號於6月13日回到珍珠港。
在6月22日至6月29日之間，薩拉托加號運送陸戰隊和陸軍的飛機至中途島。在7月7日，她前往西南太平洋，並在7月28日至7月30日之間替在斐濟進行的登陸演練提供空中掩護，這是為即將在瓜達爾卡納爾島展開的登陸行動所作的演練。薩拉托加號成為法蘭克·弗萊契海軍少將（Rear Admiral Frank J. Fletcher）的艦隊旗艦，在瓜達爾卡納爾戰役中於8月7日出動了機隊進行攻擊。並在接下來2天為登陸行動提供空中支援，在第一天中，日本發動了一次空中攻擊，在尚未接近薩拉托加號前便被擊退，由於擔心進一步的攻擊，艦隊於8月8日下午離開前往補給燃料。由於薩拉托加號的撤離，造成當天晚上發生的薩沃島戰役（Battle of Savo Island）中有四艘盟軍巡洋艦遭日軍擊沉。其後薩拉托加號繼續部署在索羅門群島的東方，保護盟軍海域和灘頭堡，並且等待日本海軍的反擊。
日本的反擊在日軍運輸艦隊於8月23日被發現後展開，薩拉托加號機隊對日軍發動攻擊，但攻擊機隊卻搜尋不到日軍。隔天艦隊接獲了發現日軍航艦的報告，兩小時以後，薩拉托加號發起攻擊，擊沉了日軍輕型航空母艦龍驤號。當天下午，發現了日軍另一艘航空母艦的攻擊行動後，薩拉托加號匆忙的再次出動機隊，這次機隊發現並且擊傷了日軍的水上飛機母艦千歲號。同時，由於雲層的掩護，薩拉托加號得以躲過日軍航空母艦翔鶴號和瑞鶴號的攻擊機隊，日軍轉而集中攻擊並且重傷了企業號。在美軍猛烈的反擊下，日軍機隊蒙受極大損失，只得在抵達瓜達康納爾島前撤回艦隊。
當晚薩拉托加號回收了機隊，並在25日補給油料後繼續在索羅門群島東方巡邏。1週後的8月31日，在巡邏中1艘驅逐艦報告有魚雷正朝向薩拉托加號，然而長達888英尺的航空母艦無法在短時間轉向。1分鐘後，這枚從日軍伊26號潛艦發射的魚雷擊中了右舷的泡形罩；魚雷並沒有造成任何人員死亡（但弗萊契海軍少將受了轻伤）。1間引擎鍋爐室被淹沒，然而撞擊所引發的短路卻損壞了渦輪發電推進系統，導致她癱瘓在海上動彈不得。巡洋艦明尼亞波利斯號（USS Minneapolis （CA-36））把薩拉托加號拖曳回岸邊的基地。當天下午，薩拉托加號的工程師恢复了艦上的電力供应，使她能以10節（19公里/小時）的速度航行。9月6日至9月12日在東加塔布（Tongatapu）進行简单修理後，薩拉托加號於9月21日回到珍珠港大修。

### 1943年
薩拉托加於1942年11月10日離開了珍珠港，經過斐濟於12月5日到達努美阿（Nouméa）。她在努美阿的附近部署了一年，為一些小型的任務提供空中掩護並保護東索羅門群島的美軍。在1943年5月17日至7月31日之間，接受英軍勝利號航空母艦的增援，在10月20日普林斯頓號（USS Princeton,CVL-23）加入。在11月1日對布干維爾島（Bougainville）的攻擊中，薩拉托加號的機隊破壞了附近布卡島（Buka Island）的日軍機場。接著，在11月5日，在接獲日軍巡洋艦於拉包爾（Rabaul）聚集準備反擊美軍登陸行動的情報後，薩拉托加號進行了或許是她最傑出的一次攻擊任務，攻擊機隊穿過了經過嚴密防衛的港口，癱瘓了日軍大多數的巡洋艦，解除了其對布干維爾島可能的水面威脅。薩拉托加號毫髮無傷地離開並且於11月11日再次前往空襲拉包爾。
薩拉托加號和普林斯頓號在對吉柏特群島（Gilbert Islands）的攻勢中擔任支援艦隊，在11月19日攻擊諾魯後，艦隊於11月23日，與運送駐防部隊前往馬金島（Makin）和塔拉瓦環礁（Tarawa）的船艦會合。艦隊持續提供空中支援直到運輸艦隊成功登陸，之後也繼續在塔拉瓦上空進行巡邏。直到此時，薩拉托加號已經航行了超過一年都沒有進行任何維修。薩拉托加號於11月30日回到了美國；她在聖地牙哥进行開了大規模檢修（從1943年12月9日直到1944年1月3日），並且最後一次增強了防空的火力，增設60門40公釐機砲，以取代原有的36門20公釐機砲。

### 1944年
薩拉托加號於1月7日抵達珍珠港，在進行短暫的訓練後，在1月19日出發與普林斯頓號和蘭利號輕型航空母艦（USS Langley, CVL-27）前往支援在馬紹爾群島的行動。她的機隊從1月29日至1月31日轟炸了瓦傑環礁（Wotje Atoll）和塔羅亞島（Taroa）三天，接著從2月3日至6日和10日至12日攻擊埃尼威托克島（Eniwetok）的主島Engebi島，並在16日對日軍的防衛部隊作最後的攻擊，在隔天的登陸行動中也提供空中支援和空中巡邏直至2月28日。
之後薩拉托加號離開了太平洋戰場將近一年，去進行同樣重要但較不起眼的任務。她的第一件任務是前往增援英軍在遠東的航艦攻勢。3月4日，薩拉托加號與3艘護航的驅逐艦離開了馬朱諾島（Majuro），航行經過聖埃斯皮里圖島（Espiritu Santo）、荷巴特、澳洲的塔斯馬尼亞（Tasmania）和弗利曼特（Fremantle），於3月27日在斯里蘭卡的亭可馬里（Trincomalee）加入了印度洋的英軍東方艦隊，同行的有英軍光輝號航空母艦（HMS Illustrious），和四艘護航的戰艦，薩拉托加號在那裡帶頭進行了密集的訓練，美軍飛行員得以將實戰的經驗傳授給英軍的艦載機飛行員。在4月16日，艦隊出發前往轟炸了蘇門達臘的西北方。在這波出乎日軍意料的新攻勢中，美軍機隊轟炸了許多港口和油料儲藏設施，這次空襲相當成功，薩拉托加號停留了一段時間以再度發起第二次攻擊。5月6日艦隊再次從斯里蘭卡出發，前往攻擊爪哇島的泗水，取得了同樣豐富的戰果。
薩拉托加號在1944年6月10日到達布雷莫頓（Bremerton, WA），並在整個夏季進行維修。9月24日她抵達珍珠港，並開始她的第二次特殊任務：訓練夜間戰鬥機飛行隊。薩拉托加號早在1931年便曾進行夜間飛行的試驗，許多航艦也曾經在夜間接收飛機的緊急降落，但只有直到1944年8月在獨立號輕型航空母艦（USS Independence （CVL-22））上進行的起降，才是配備了夜間飛行裝置的正式飛機起降紀錄。在同一時間，薩拉托加號與遊騎兵號航空母艦所組成的艦隊開始在珍珠港進行夜間飛行訓練和試驗，薩拉托加號連續進行了4個月的訓練。1945年1月，類似獨立號的輕航空母艦由於體積過小而限制在夜間的起降安全，因此薩拉托加號於1945年1月29日與企業號一同從珍珠港出發，組成專司夜間飛行的艦隊，前往硫磺島進行任務。

### 1945年
薩拉托加號於2月7日抵達烏利西環礁（Ulithi），隨行的有企業號以及其他4艘航空母艦。2月12日，在天寧島（Tinian）進行了陸戰隊的登陸演練後，艦隊於2月16日至17日向日本本土發動了牽制性的空襲，以支援即將展開的硫磺島戰役，薩拉托加號負責在行動中為其他航艦提供空中掩護，不過在戰鬥中，她的機隊也轟炸了2座日本的機場。艦隊於2月18日、2月19日以及2月21日補給燃料，薩拉托加號與3艘護航驅逐艦加入了兩棲作戰的任務，並且在夜間提供空中支援。然而，當薩拉托加號於21日17:00到達部署地區時，卻遭到日軍攻擊，在護航船艦不足的情況下，利用低雲層掩護的6架日軍戰機在3分鐘內命中薩拉托加號5枚炸彈，導致薩拉托加號的前飛行甲板完全毀壞，右舷也被炸出了兩個大洞，並在飛機庫引發熊熊大火，陣亡和失蹤者高達123名；在19:00的另一波攻擊中，又被日軍另一枚炸彈命中。雖然薩拉托加號仍然可以讓飛機降落，但她被命令返回埃尼威托克島（Eniwetok），接著再返回美國西海岸接受修理，她在3月16日回到布雷莫頓港。
5月22日，薩拉托加號在完成維修後離開了普吉灣，並在6月3日重新開始在珍珠港訓練飛行員。在日本投降後，訓練於9月6日停止。在魔毯行動（Operation Magic Carpet）中，薩拉托加號於9月9日從夏威夷運送了3,712名海軍人員返回美國本土。到魔毯行動結束為止，薩拉托加號一共載回了29,204名官兵，超過其他任何船隻。在其17年的服役期裡，飛機降落其飛行甲板達98,549次，使薩拉托加號成為当时“最多飛機降落的航空母艦”。

## 结构性改造
1942年1月因被鱼雷击中，在返厂修理改装时，萨拉托加在右舷船体上安装了一个7英尺2英寸（2.2米）的凸起。此改装主要目的是增加舰船的浮力、稳定性，另一方面充分利用了满载油量。凸起大概增加了3英尺（0.9米）的稳心高度，降低了四分之一节的航速。不过由于其能储存额外的燃油，萨拉托加的总燃油储存量增至9748长吨（9904吨）。同时此次改造将她的烟囱缩短了20英尺（6.1米），为了防止超重也把三脚桅杆换成了灯杆桅杆。
经过包含加长飞行甲板在内的一系列改造，萨拉托加1945年的满载排水量增至49552长吨（50347吨）。船身长度增至909.45英尺（277.2米），水线宽度增至111英尺9英寸（34.1米），宽到不能通过巴拿马运河。

## 退役

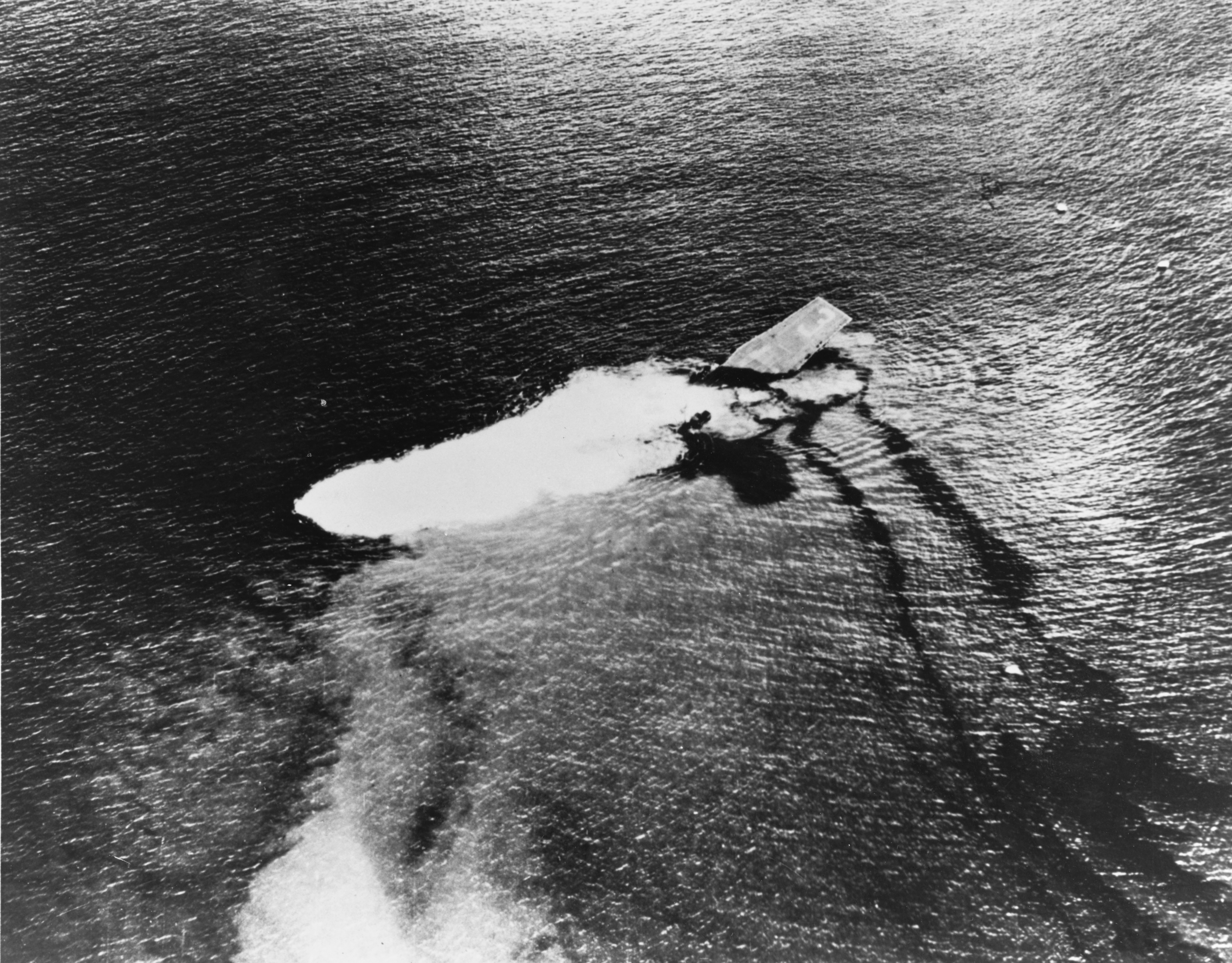
沉沒中的薩拉托加號

由於已經有大量服役的艾塞克斯級航空母艦，薩拉托加號在戰後成了多餘的航艦，她被分派至十字路行動（Operation Crossroads）的參與名單內，在位於比基尼環礁的核子武器試驗中試驗原子彈對於海軍船隻的破壞力。她在第一波於7月1日的距水面上空600米处空中爆炸试验後依然存活，但承受了嚴重損傷，艦體一度大火。在7月25日第二波於水面下27米的爆炸实验裡，离爆心318米处的萨拉托加号承受致命的損傷，爆炸能量掀起的海浪导致飞行甲板塌陷，左舷艉部舰体开始大量进水。一些曾在薩拉托加號服役的海軍人員相當不捨，曾試著挽救她，然而由於放射線的危險阻撓而做罷。在爆炸後7個半小時，薩拉托加號的煙囪坍塌在甲板上，最後沉入潟湖。她在1946年8月15日從海軍艦隻名單中被正式刪去。
在大戰中，薩拉托加號總共獲得7枚戰鬥之星勳章。
由於薩拉托加號的殘骸深度僅有40呎，近年來成為了水肺潛水運動的熱門地點。她與奧里斯卡尼號是兩艘得以進行潛水運動的航空母艦殘骸。
1956年，又有第二艘被命名為薩拉托加號的航空母艦下水服役，這是第二艘佛瑞斯特級航空母艦。

### 脚注
1. 1 2 3 4  .   [2022-03-20]. （原始内容存档于2022-07-08）.
2. ↑  Friedman 1984, pp. 88, 91, 94, 97–99
3. ↑  . Navy Department, Naval Historical Center. 26 February 2004  [15 April 2015]. （原始内容存档于2015-09-24）.
4. ↑  . The New York Times. 2 May 1922: 20  [2022-03-20]. （原始内容 (PDF)存档于2016-03-03）.
5. 1 2  Friedman 1984, p. 471
6. ↑  Stern, p. 82
7. ↑  Stern, p. 28
8. ↑  Friedman, Norman. . Annapolis, Maryland: Naval Institute Press. 1983. ISBN 0-87021-739-9.
9. ↑  Anderson, Richard M.; Baker, Arthur D. III. . Warship International (Toledo, OH: International Naval Research Organization). 1977, XIV (4): 291–328. ISSN 0043-0374.

## 外部連結
- 薩拉托加號協會 （页面存档备份，存于）（英文）
- 薩拉托加號的照片 （页面存档备份，存于）（英文）
- 薩拉托加號在以戰鬥巡洋艦規格建造時 （页面存档备份，存于）（英文）